# Étoile rouge de Belgrade (volley-ball masculin)
Pour les articles homonymes, voir Étoile rouge de Belgrade.
Le Crvena Zvezda Belgrade (en français Étoile rouge de Belgrade — cependant en volley-ball l'usage emploie plutôt le nom en serbe) est un club omnisports serbe fondé en 1945. Cet article ne traite que de la section volley-ball masculin.

## Palmarès
- Yougoslavie
  - Championnat de Yougoslavie : 1951, 1954, 1956, 1957, 1974
  - Coupe de Yougoslavie : 1960, 1972, 1973, 1975, 1991
- Serbie-et-Monténégro
  - Championnat de Serbie-et-Monténégro : 2003
  - Coupe de Serbie-et-Monténégro : 1993, 1997, 1999
- Serbie
  - Championnat de Serbie : 2008, 2012, 2013, 2014
  - Coupe de Serbie : 2009, 2011, 2013, 2014, 2016, 2019

## Effectif de la saison en cours[Quand?]
Entraîneur : Željko Bulatović  Serbie-et-Monténégro ; entraîneur-adjoint : Nebojša Protić  Serbie-et-Monténégro
| Numéro | Nom                | Taille | Nationalité          |
| 1      | Nikola KOVAČEVIĆ   | 1,92   | Serbie-et-Monténégro |
| 3      | Vlado PETKOVIĆ     | 1,98   | Serbie-et-Monténégro |
| 5      | Igor ĆOSOVIĆ       | 2,00   | Serbie-et-Monténégro |
| 7      | Dragan STANKOVIĆ   | 2,05   | Serbie-et-Monténégro |
| 8      | Nebojša ĐURIĆ      | 1,75   | Serbie-et-Monténégro |
| 9      | Vojislav ŠKORIĆ    | 1,98   | Serbie-et-Monténégro |
| 10     | Vladimir ČEDIĆ     | 2,00   | Serbie-et-Monténégro |
| 11     | Mladen MATIJAŠEVIĆ | 1,95   | Serbie-et-Monténégro |
| 12     | Miloš TERZIĆ       | 2,02   | Serbie-et-Monténégro |
| 13     | Tomislav DOKIĆ     | 2,04   | Serbie-et-Monténégro |
| 14     | Milan RAŠIĆ        | 2,05   | Serbie-et-Monténégro |
| 15     | Goran BJELICA      | 2,04   | Serbie-et-Monténégro |
| 16     | Dejan RADIĆ        | 2,04   | Serbie-et-Monténégro |